# Hallgrímur Jónasson
Hallgrímur Jónasson (* 4. Mai 1986 in Húsavík) ist ein ehemaliger isländischer Fußballspieler und heutiger Trainer.

## Als Spieler

### Verein
In seiner Jugend spielte Hallgrímur bei Völsungur Húsavík und debütierte dort am 20. Mai 2002 als 16-jähriger in der drittklassigen Seniorenmannschaft. In der folgenden Spielzeit wechselte der Innenverteidiger weiter zu Þór Akureyri in die 1. deild karla. Anfang 2006 nahm ihn dann Erstligist Keflavík ÍF unter Vertrag. Dort gewann er auf Anhieb den nationalen Pokal und kam auch erstmals international zum Einsatz. Im Januar 2009 wechselte Hallgrímu weiter nach Schweden zu GAIS Göteborg. Nach einer Ausleihe zum dänischen Erstligisten SønderjyskE Fodbold wurde er dort 2012 fest verpflichtet. Anschließend folgten weiter Stationen im Land bei Odense BK sowie Lyngby BK. Anfang 2018 kehrte er dann in seine Heimat zurück, schloss sich KA Akureyri an und beendete dort fünf Jahre später seine aktive Karriere.

### Nationalmannschaft
Von 2004 bis 2008 absolvierte Hallgrímu insgesamt 14 Partien für diverse islandische Jugendauswahlen. Am 16. März 2008 debütierte er dann im Testspiel gegen die Färöer (3:0) auch für dessen A-Nationalmannschaft. In den folgenden Jahren kam er in unregelmäßigen Abständen zu weiteren Einsätzen und so bestritt er in neun Jahren 16 Länderspiele (3 Tore).

### Erfolge
- Isländischer Pokalsieger: 2006

## Als Trainer
Seit dem 1. Januar 2023 ist Hallgrímu Cheftrainer seines ehemaligen Vereins, dem isländischen Erstligisten KA Akureyri.